# Паметник на Уикипедия (Полша)
Паметникът на Уикипедия (на полски: pomnik Wikipedii) е първият в света паметник в чест на всички създатели на Уикипедия. Идеята за създаването му е да изрази благодарността на всички към многобройните доброволци, намиращи време да съзидават Уикипедия. Намира се в Слубице, Полша. Открит е на 22 октомври 2014 г.
Инициатор на идеята е Кшищоф Войчеховски, административен директор на Collegium Polonicum. Паметникът е проектиран от Михран Хакобян, арменският художник, ученик на Collegium Polonicum.
Монументът изобразява логото на Уикипедия, представено като сфера, изградена от елементи на пъзел, който в горната си част е все още недовършен. Сферата е прикрепяна от четирима души, стъпили върху книги – двама мъже и две жени. Паметникът е създаден от ламинат, с цвят на месинг или старо злато. Височината му е около 1,7 m.
Изграждането на паметника е подкрепено от град Слубице в лицето на неговия кмет Томаш Чишевич. Стойността му е 62 хиляди zł.